# Pineapple Express 2
Pineapple Express 2 Blood Red (titulada: Superfumados 2 en España y Piña Express 2 en Hispanoamérica) es una película estadounidense de acción y comedia criminal del año 2014, dirigida por Jason Reitman y protagonizada por Seth Rogen y James Franco. Es la secuela de la película Pineapple Express de 2008.

## Argumento
Red se ha convertido en un narcotraficante en ausencia de Ted Jones, pero Woody Harrelson lo amenaza todo al promover la marihuana legal. Los fumetas Dale y Saul deben asesinar a Woody... o ser asesinados ellos mismos.

## Reparto
- Seth Rogen como Dale Denton.
- James Franco como Saul Silver.
- Danny McBride como Red.
- Craig Robinson como Matheson.
- Jonah Hill como Woody Harrelson.
- Amber Heard como Angie Anderson.
- Kevin James como Polícia Fred.
- Adam Sandler como Polícia Flint.

## Premios y nominaciones
| Año  | Categoría             | Persona                | Resultado                             |          |
| ---- | --------------------- | ---------------------- | ------------------------------------- | -------- |
| 2014 | Golden Trailer Awards | Mejor Comedia          | ---                                   | Nominada |
| 2015 | MTV Movie Awards      | Mejor Actuación Cómica | James Franco                          | Nominada |
| 2015 | MTV Movie Awards      | Mejor Pelea            | James Franco Seth Rogen Danny McBride | Nominada |
| 2015 | Teen Choice Awards    | Actor de Comedia       | Seth Rogen                            | Nominada |
| 2015 | Teen Choice Awards    | Comedia de Amigos      | ---                                   | Nominada |